# Kaempferia grandifolia
Kaempferia grandifolia är en enhjärtbladig växtart som beskrevs av Saensouk och Jenjitt. Kaempferia grandifolia ingår i släktet Kaempferia och familjen Zingiberaceae.
Artens utbredningsområde är Thailand. Inga underarter finns listade i Catalogue of Life.